# 惠爾山
惠爾山是冰島的火山，位於該國北部，屬於大西洋洋中脊的一部分，海拔高度420米，由玄武岩組成的山體在西元前2,500年形成，火山口直徑約1公里。周长11.2 公里，距离冰岛北部第二大城市阿克雷里70公里左右。山体类型是火山渣錐。如今仍然荒凉无植被。可以等到坑口的小路只有两条，一条在西北部另一条在南部，其他地方禁止攀登，也禁止从任何地方下到坑底。登上坑口后可以看到不远处米湖（Myvatn）全景。

## 图片

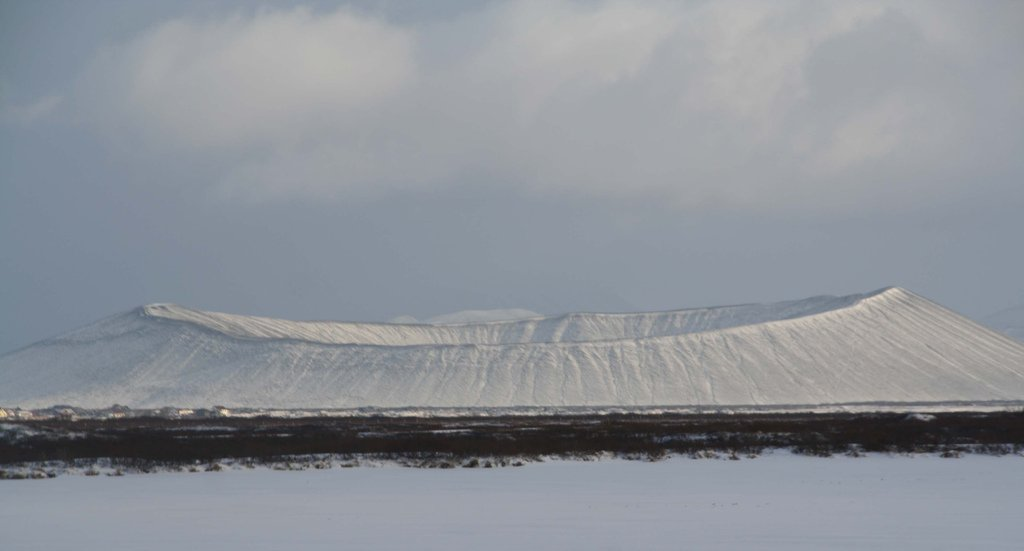
冬景
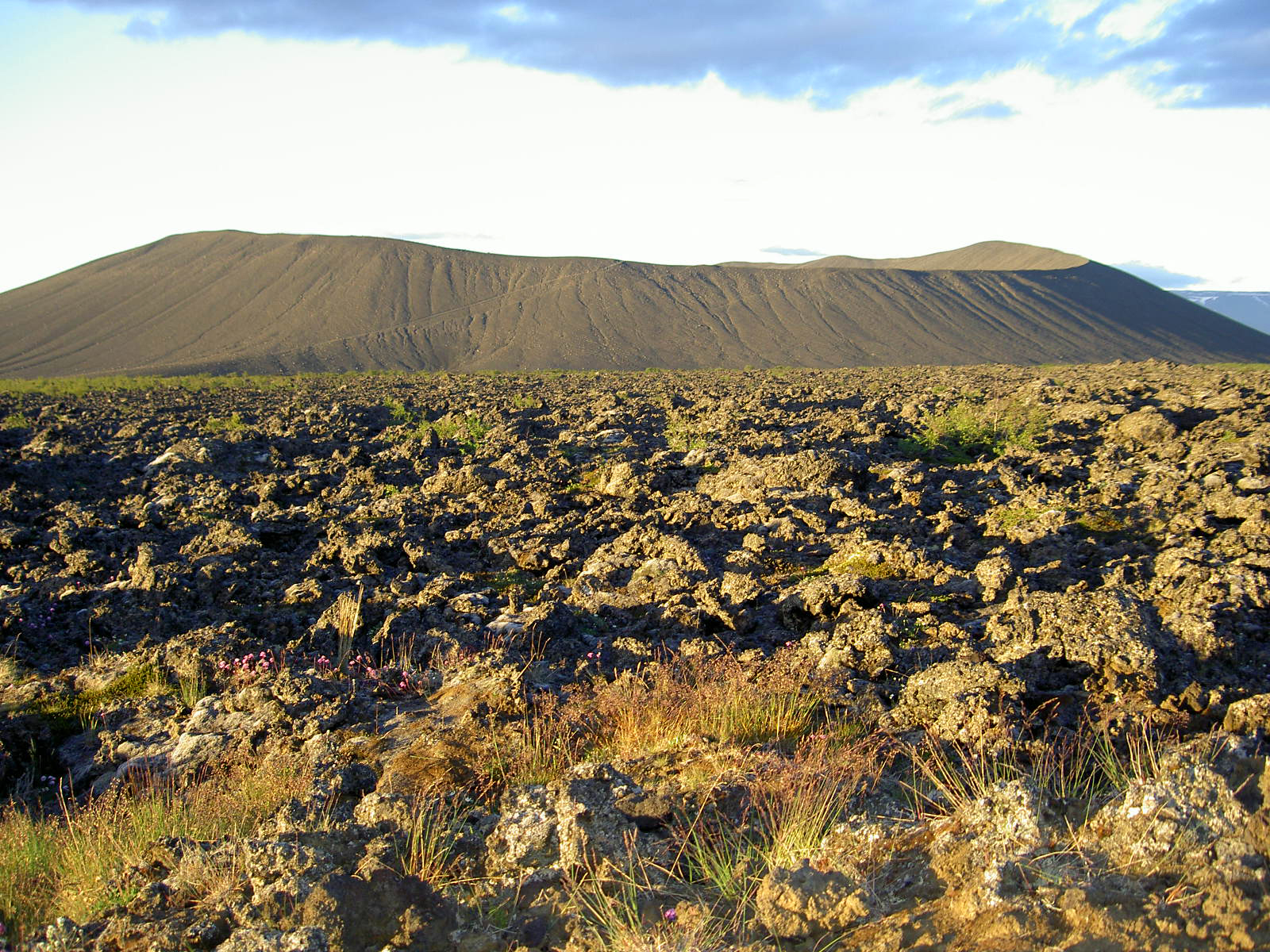
惠尔山1
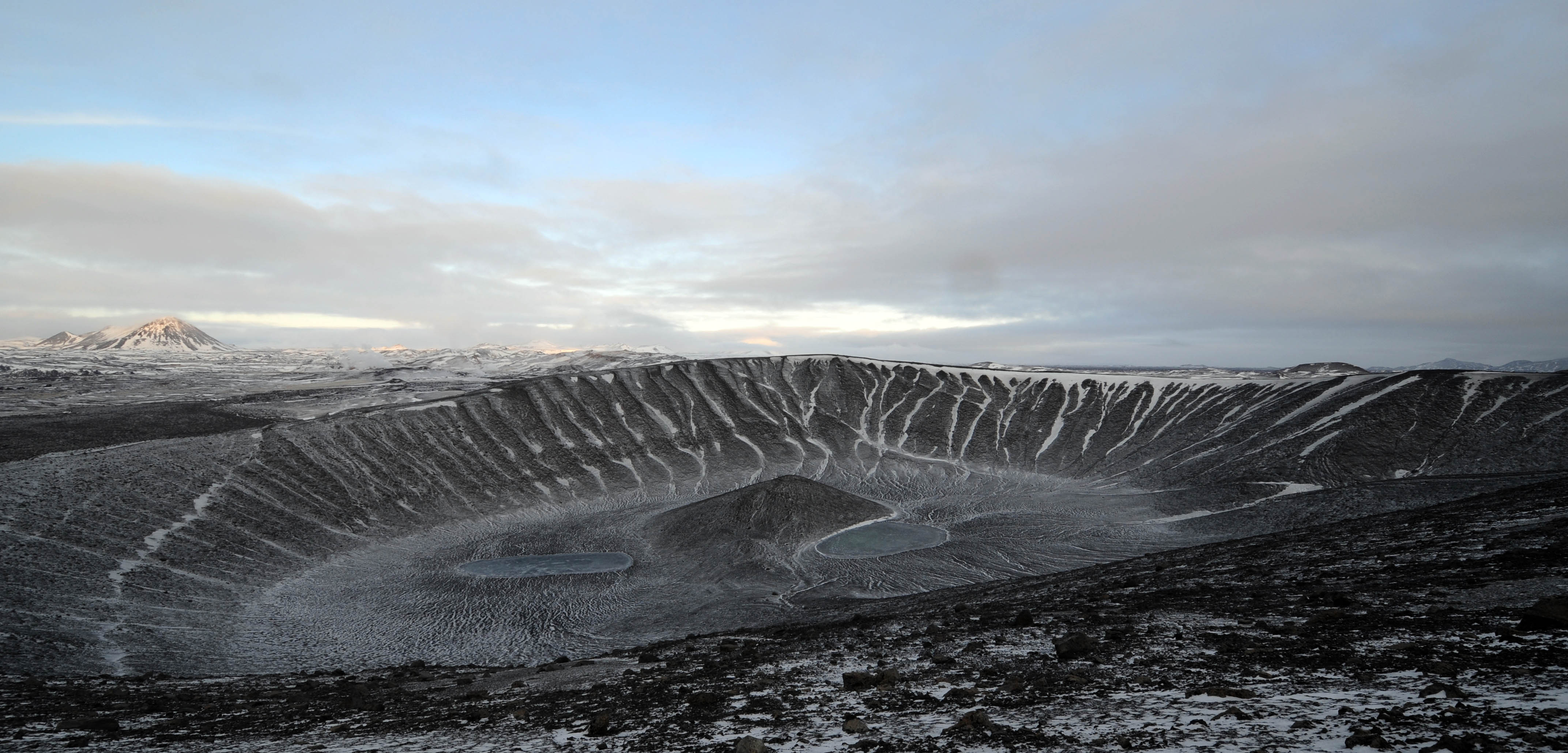
惠尔山2
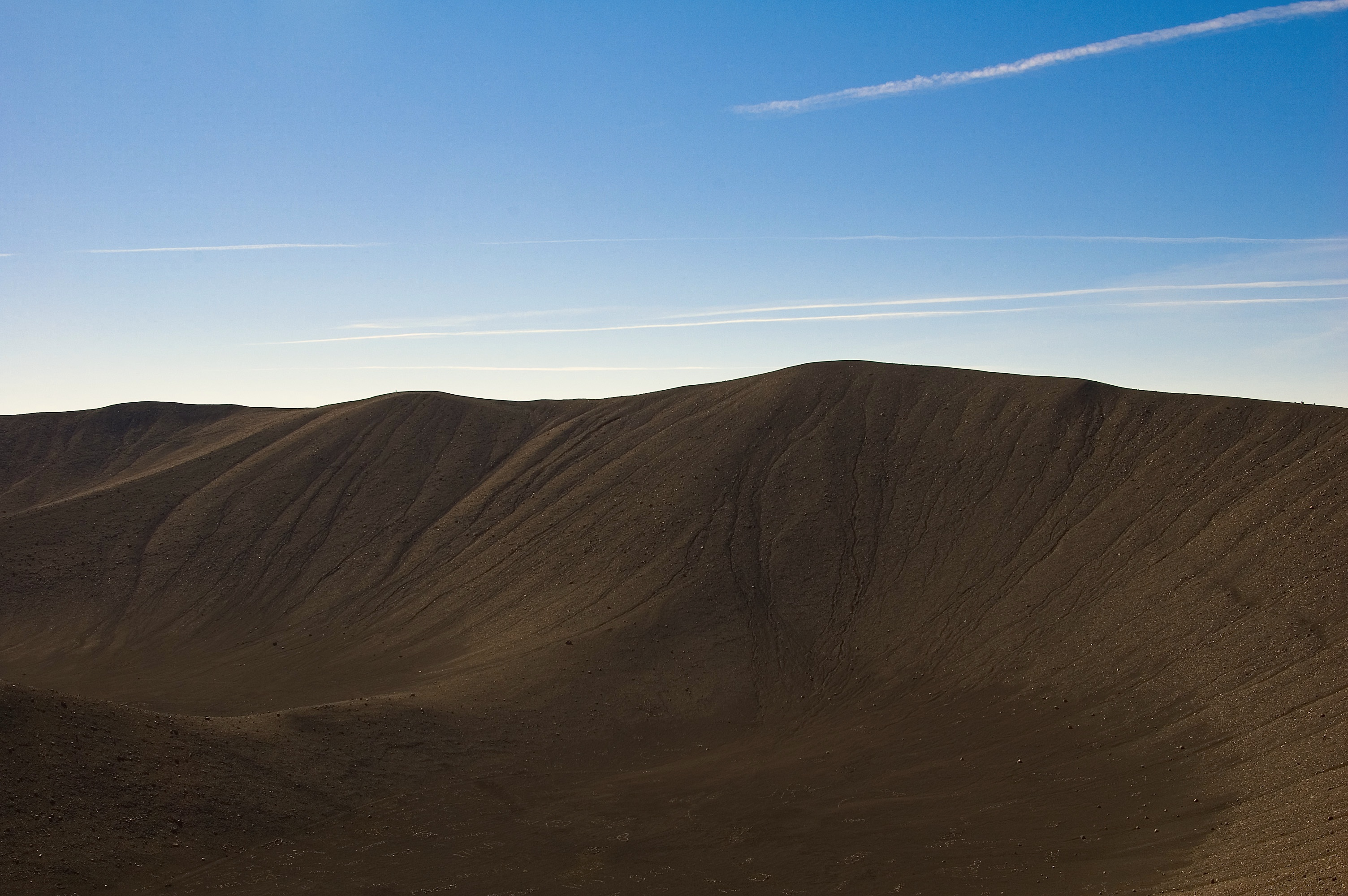
惠尔山3